# Хасбая
Хасбая (араб. حاصبيا) — місто в Лівані, у мугафазі Набатія. Адміністративний центр однойменної кади.

## Географія
Місто розташоване на південному сході Лівану, біля підніжжя гори Гермон, на березі річка Ель-Гацбані, за 114 км від Бейруту, та за 58 км на південний захід від Дамаску.

## Клімат
У місті середземноморський клімат.
| Кліматограма Гасбайї                                                                           | Кліматограма Гасбайї | Кліматограма Гасбайї | Кліматограма Гасбайї | Кліматограма Гасбайї | Кліматограма Гасбайї | Кліматограма Гасбайї | Кліматограма Гасбайї | Кліматограма Гасбайї | Кліматограма Гасбайї | Кліматограма Гасбайї | Кліматограма Гасбайї |
| ---------------------------------------------------------------------------------------------- | -------------------- | -------------------- | -------------------- | -------------------- | -------------------- | -------------------- | -------------------- | -------------------- | -------------------- | -------------------- | -------------------- |
| С                                                                                              | Л                    | Б                    | К                    | Т                    | Ч                    | Л                    | С                    | В                    | Ж                    | Л                    | Г                    |
| 147 13 4                                                                                       | 53 15 6              | 41 19 8              | 15 23 10             | 17 32 15             | 1 38 19              | 1 39 21              | 1 39 21              | 3 36 19              | 16 30 15             | 57 22 10             | 97 14 6              |
| Середня макс. і мін. температури повітря (°C) Атмосферні опади (мм), за рік : 449 мм. Джерело: |                      |                      |                      |                      |                      |                      |                      |                      |                      |                      |                      |

## Історія
У 1171 році замок хрестоносців у Гасбайї був завойований династією Шегаб, нащадки яких живуть донині у ньому. У 17 столітті замок був перебудований у палац.
У червні 1860 році в місті друзами та османами було вбито близько 1000 місцевих християн.

## Населення
У місті більшість населення складають друзи, християни та мусульмани-суніти становлять меншість.

## Відомі уродженці міста
- Халед Шехаб — ліванський політичний та державний діяч, двіччі займав посаду прем'єр-міністра Лівану (24 жовтня 1938, 1 жовтня 1952 — 1 травня 1953).
- Асад Котайте[en] — генеральний секретар Міжнародної організації цивільної авіації у 1970-1976 роках.
- Фаріс аль-Хурі[en] — сирійський політичний та державний діяч, двіччі займав посаду прем'єр-міністра Сирії (14 жовтня 1944 — 1 жовтня 1945, 3 листопада 1954 — 13 лютого 1955).